# Maurepas (Somme)
Maurepas és un municipi francès situat al departament del Somme i a la regió dels Alts de França. L'any 2007 tenia 207 habitants.

## Demografia

### Població
El 2007 la població de fet de Maurepas era de 207 persones. Hi havia 76 famílies de les quals 20 eren unipersonals (12 homes vivint sols i 8 dones vivint soles), 28 parelles sense fills, 24 parelles amb fills i 4 famílies monoparentals amb fills.
La població ha evolucionat segons el següent gràfic:

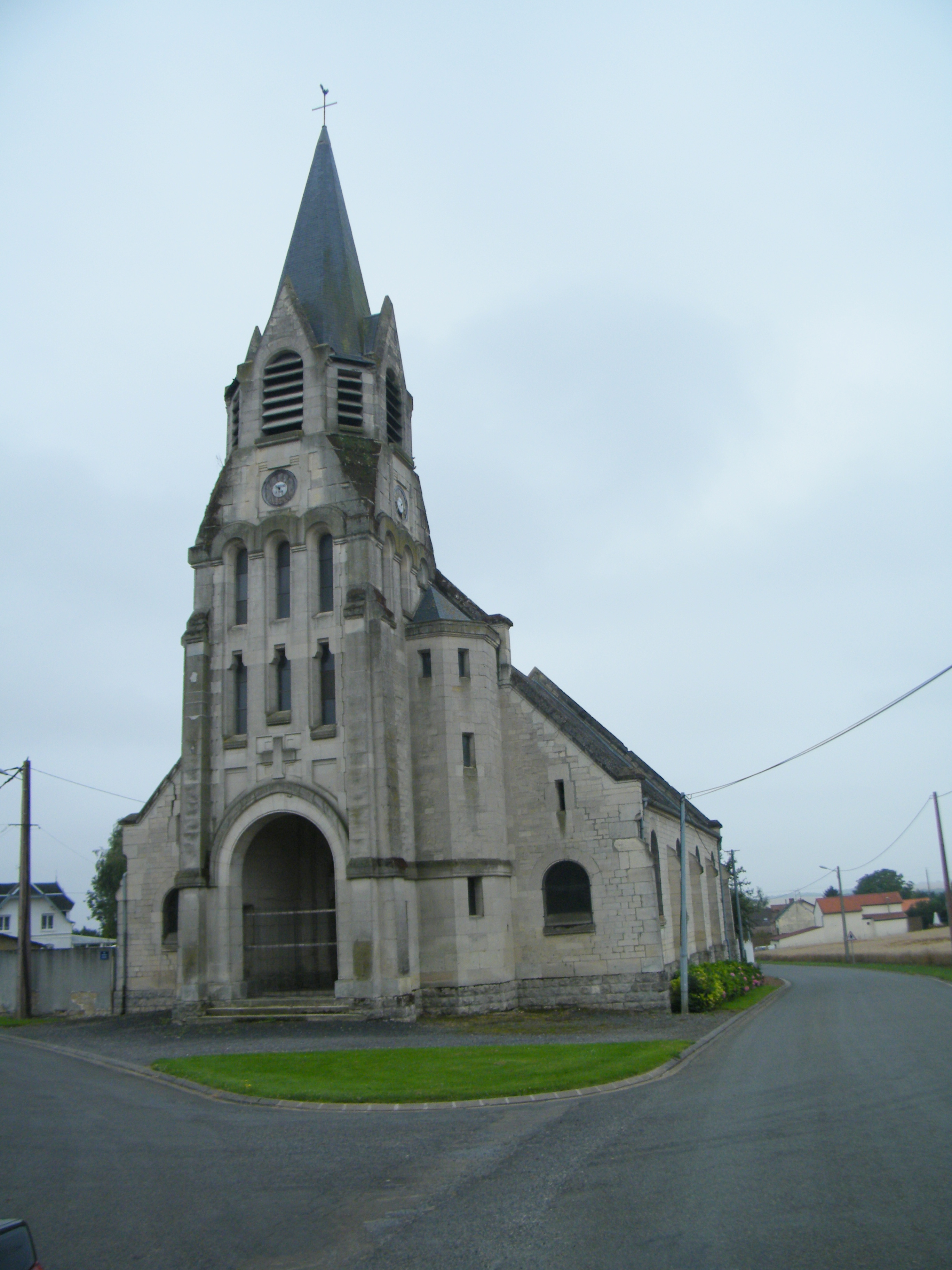
església

Habitants censats

### Habitatges
El 2007 hi havia 121 habitatges, 91 eren l'habitatge principal de la família, 14 eren segones residències i 16 estaven desocupats. Tots els 118 habitatges eren cases. Dels 91 habitatges principals, 67 estaven ocupats pels seus propietaris, 20 estaven llogats i ocupats pels llogaters i 4 estaven cedits a títol gratuït; 6 tenien dues cambres, 10 en tenien tres, 16 en tenien quatre i 59 en tenien cinc o més. 76 habitatges disposaven pel capbaix d'una plaça de pàrquing. A 40 habitatges hi havia un automòbil i a 43 n'hi havia dos o més.

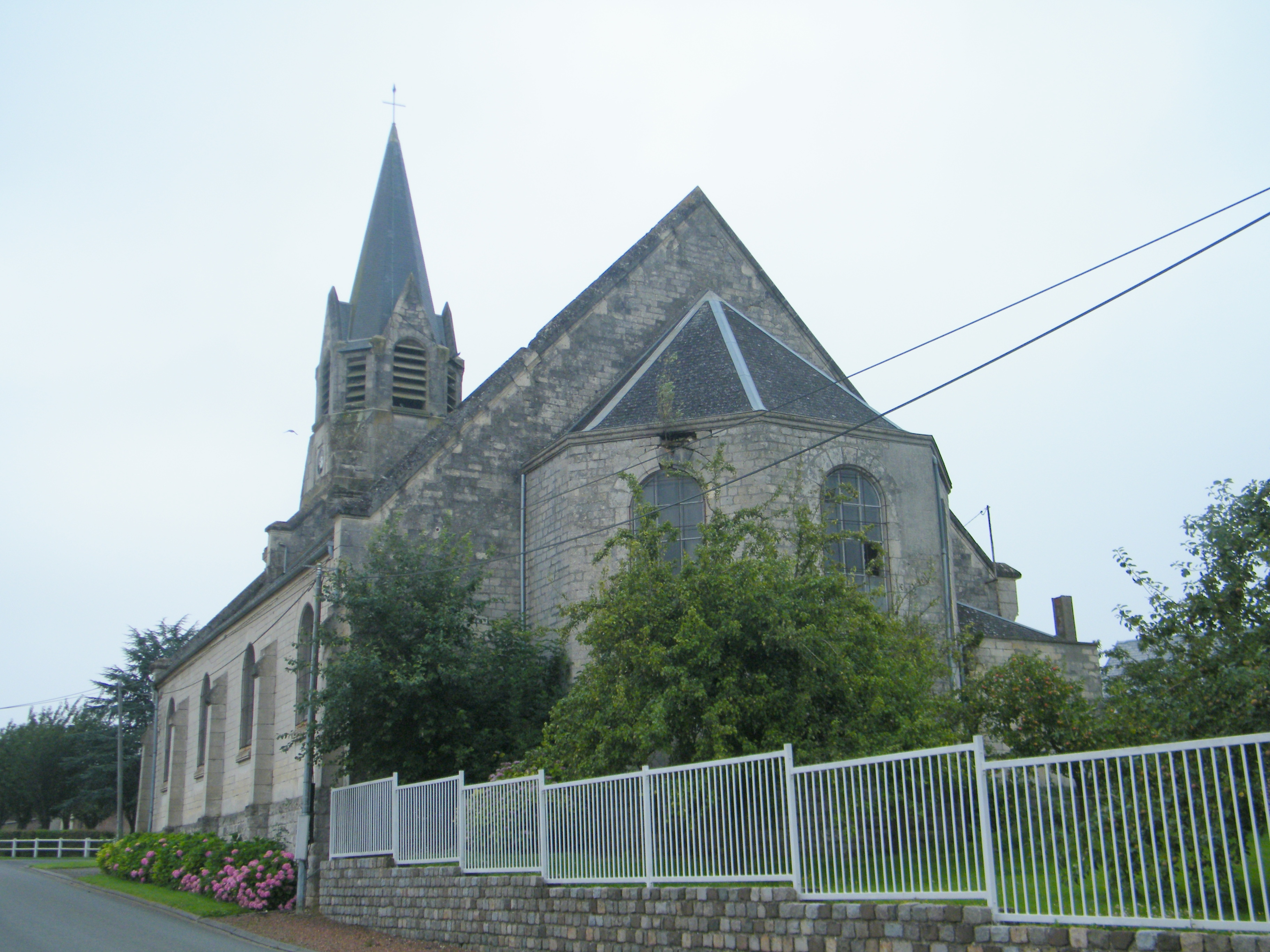

### Piràmide de població
La piràmide de població per edats i sexe el 2009 era:
| Homes | Edats   | Dones |
| ----- | ------- | ----- |
| 0     | 95 o +  | 0     |
| 0     | 90 a 94 | 0     |
| 0     | 85 a 89 | 0     |
| 4     | 80 a 84 | 4     |
| 0     | 75 a 79 | 16    |
| 8     | 70 a 74 | 0     |
| 4     | 65 a 69 | 4     |
| 4     | 60 a 64 | 4     |
| 4     | 55 a 59 | 4     |
| 8     | 50 a 54 | 0     |
| 8     | 45 a 49 | 4     |
| 12    | 40 a 44 | 12    |
| 4     | 35 a 39 | 4     |
| 12    | 30 a 34 | 16    |
| 4     | 25 a 29 | 8     |
| 4     | 20 a 24 | 0     |
| 16    | 15 a 19 | 4     |
| 8     | 10 a 14 | 0     |
| 4     | 5 a 9   | 4     |
| 0     | 0 a 4   | 12    |

## Economia

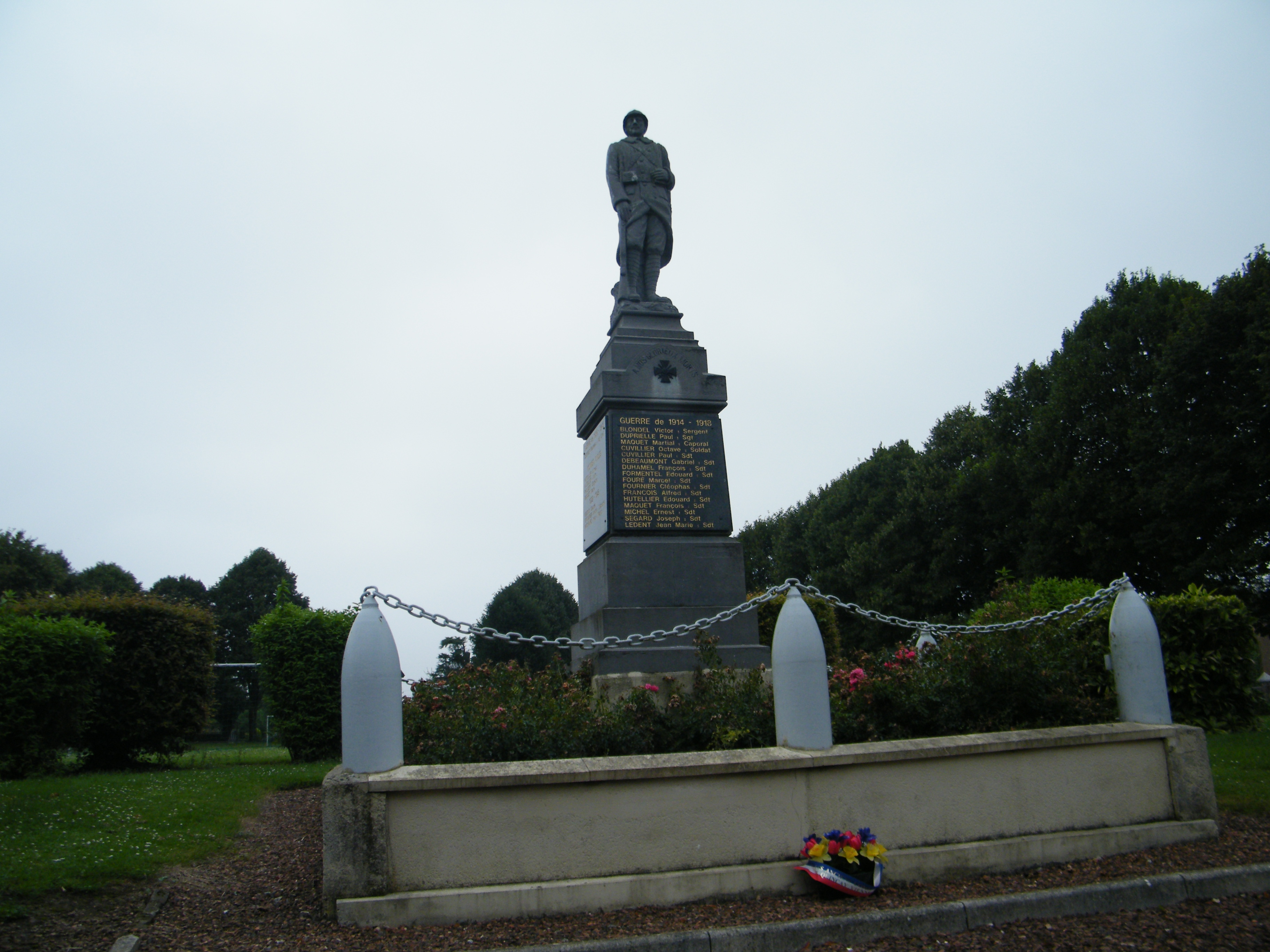

El 2007 la població en edat de treballar era de 141 persones, 92 eren actives i 49 eren inactives. De les 92 persones actives 79 estaven ocupades (51 homes i 28 dones) i 13 estaven aturades (5 homes i 8 dones). De les 49 persones inactives 16 estaven jubilades, 7 estaven estudiant i 26 estaven classificades com a «altres inactius».

### Ingressos
El 2009 a Maurepas hi havia 96 unitats fiscals que integraven 212 persones, la mediana anual d'ingressos fiscals per persona era de 18.041 €.

### Activitats econòmiques
Dels 9 establiments que hi havia el 2007, 1 era d'una empresa extractiva, 2 d'empreses de construcció, 3 d'empreses de comerç i reparació d'automòbils, 1 d'una empresa financera, 1 d'una empresa de serveis i 1 d'una entitat de l'administració pública.
Dels 2 establiments de servei als particulars que hi havia el 2009, 1 era un guixaire pintor i 1 lampisteria.
L'únic establiment comercial que hi havia el 2009 era una botiga d'electrodomèstics.
L'any 2000 a Maurepas hi havia 12 explotacions agrícoles que ocupaven un total de 1.368 hectàrees.

## Poblacions més properes

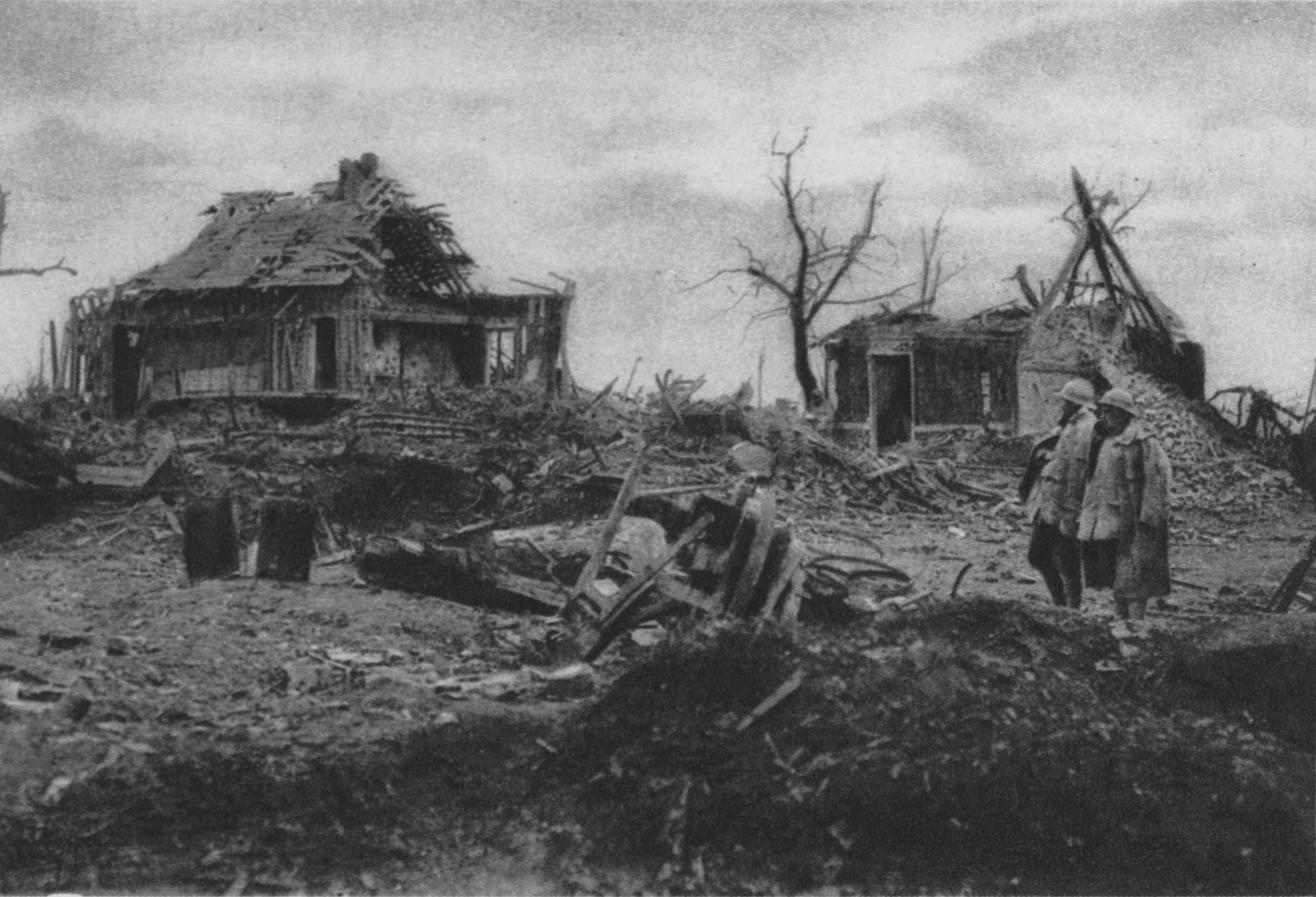

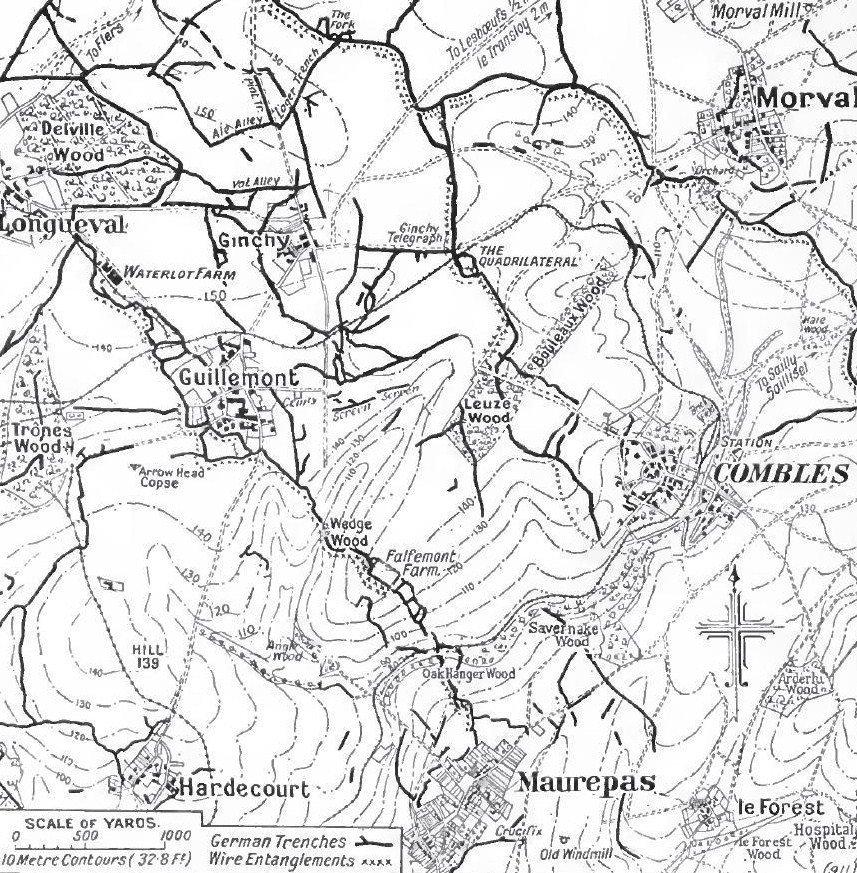
línies defensives alemanyes a la primera Guerra Mundial

El següent diagrama mostra les poblacions més properes.